# Denis Browne (10e marquis de Sligo)
Denis Edward Browne, 10e marquis de Sligo (13 décembre 1908 - 11 septembre 1991) est un pair britannique et irlandais.

## Biographie
Denis Browne est le fils du lieutenant-colonel Alfred Eden Browne, le cinquième fils de Henry Browne, 5e marquis de Sligo. Sa mère est Cicely Wormald, fille d'Edward Wormald. En 1952, il succède à son oncle, Terence Browne, au marquisat.
En 1982, son livre Westport House and the Brownes est publié Il meurt en septembre 1991, à l'âge de 82 ans, et est remplacé par son fils, Jeremy Browne.

## Famille
Denis Browne épouse, le 12 novembre 1930, José Gauche, fille de William Gauche. Ils ont un fils.
- Jeremy Browne, 11e marquis de Sligo (4 juin 1939 - 13 juillet 2014) épouse Jennifer Cooper (1939 - ), dont descendance.

## Décorations
- Médaille du couronnement d'Élisabeth II (2 juin 1953)
- Médaille du jubilé d'argent d'Élisabeth II (6 février 1977)